# Nouvion-et-Catillon
Nouvion-et-Catillon är en kommun i departementet Aisne i regionen Hauts-de-France i norra Frankrike. Kommunen ligger  i kantonen Crécy-sur-Serre som ligger i arrondissementet Laon. År 2022 hade Nouvion-et-Catillon 523 invånare.

## Befolkningsutveckling
Antalet invånare i kommunen Nouvion-et-Catillon
Referens: INSEE